# Vincentia
Vincentia is een geslacht van straalvinnige vissen uit de familie van kardinaalbaarzen (Apogonidae).

## Soorten
- Vincentia badia Allen, 1987
- Vincentia conspersa Klunzinger, 1872
- Vincentia macrocauda Allen, 1987
- Vincentia novaehollandiae Valenciennes, 1832
- Vincentia punctata Klunzinger, 1879